# 滇黄精
滇黄精（学名：Polygonatum kingianum）是天門冬科黄精属的植物。分布在越南、缅甸以及中国大陆的云南、贵州、四川等地，生长于海拔700米至3,600米的地区，多生长于阴湿草坡、灌丛、林下和岩石上，目前尚未由人工引种栽培。

## 别名
节节高、仙人饭（云南）

## 异名
- Polygonatum kingianum Coll. et Hemsl. var. grandifolium D. M. Liu et W. Z. Zeng